# Attentats du Rizal Day
 (septembre 2017).
Les attentats du Rizal Day (bombardements du Rizal Day ou attentats du 30 décembre) sont une série d'attentats dans le Grand Manille aux Philippines, le 30 décembre 2000 lors de la fête nationale philippine en mémoire du héros national José Rizal. Les explosions, qui se succédent de manière rapprochée dans un délai de deux heures, font vingt-deux morts et une centaine de blessés.

## Lieux des explosions
Cinq lieux sont visés quasiment simultanément en une heure, tous situés dans le Grand Manille sur l'île de Luçon.
- Une bombe explose à Plaza Ferguson à Malate, à moins de cent mètres de l'Ambassade des États-Unis d'Amérique.
- Une autre bombe explose dans une station-service dans le quartier d'affaires central de Makati, sur EDSA (Epifanio de los Santos Avenue), en face de la rue du Dusit Hôtel. Deux policiers de la brigade de déminage locale sont tués.
- La zone de fret de l'Aéroport international Ninoy Aquino figure parmi les cibles avec au moins un engin explosif[1].
- Un autre engin explose dans un autobus faisant route sur EDSA en direction du quartier de Cubao à Quezon City, causant la mort d'un passager et des blessés.
- L'explosion qui cause le plus de blessés se produit dans une voiture du métro léger de Manille, à la station Blumentritt sur la ligne jaune.

## Type d'explosif employé
La Police Nationale Philippine identifie les bombes comme étant des bombes d'un kilo de poudre noire, déclenchées par des systèmes de mise à feu retardée. Les aveux des auteurs condamnés décrivent les bombes comme des explosifs à base de nitrate d'ammonium. On découvre que la plupart des composants, comme les détonateurs ou les cordeaux détonants[pas clair], venaient de la ville de Talisay dans la province méridionale de Cebu, connue pour la fabrication de détonateurs pour la pêche illégale à l'explosif.

## Auteurs
Initialement, divers groupes islamiques sont suspectés, parmi lesquels Jemaah Islamiyah, le Front Moro islamique de libération et le Front Moro de libération nationale. En septembre 2003, presque trois ans après les événements, l'affaire reste irrésolue tandis que les autorités responsables sont réprimandées par le président du Sénat d'alors, Franklin Drilon.
En mai 2003, Saufullah Yuos (alias Mukhlis Yunos), l'un des suspects, est arrêté dans la ville méridionale de Cagayan de Oro alors qu'il embarquait sur un avion à destination de Manille. L'attention de la police est éveillée lorsqu'il ne sait expliquer la raison des bandages qui lui couvraient le visage et les bras. Un mois plus tard, il avoue être impliqué dans les attentats. En tant que membre du groupe des opérations spéciales du Front Moro Islamique de Libération, il est inculpé de meurtres répétés et de tentatives de meurtre.
Dans les années qui suivent, plusieurs membres de la Jemaah Islamiyah sont arrêtés. En 2004, deux musulmans, Mamasao Naga (alias Zainal Paks) et Abdul Pata (alias Mohamad Amir), sont arrêtés par les forces armées philippines à Marawi. On[Qui ?] pense qu'ils furent identifiés par Fathur Rahlan Al-Ghozi, membre reconnu de la Jemaah Islamiyah, comme les responsables de l’attentat sur le train LRT-1[Quoi ?].
Le MILF[Quoi ?] et le MNLF[Quoi ?] sont ultérieurement disculpés par la Police Nationale Philippine de toute implication dans les attaques.
Fathur Rahman Al-Ghozi, ressortissant indonésien, est reconnu coupable et condamné à 17 ans de prison pour détention illégale d'explosifs en relation avec les événements du Rizal Day. En 2003, Al-Ghozi et plusieurs complices s'évadent de leurs cellules à Camp Crame. Al-Ghozi est plus tard tué dans une fusillade avec les autorités philippines le 13 octobre 2003.
Le 23 janvier 2003, les trois responsables des attentats du Rizal Day - Mukhlis Hadji Yunos, Abdul Fatak Paute et Mamasao Naga - sont condamnés par le Tribunal Régional de Manille, section 29, présidé par le juge Cielito Mendaro-Grulla, à 20 ans d'emprisonnement pour meurtres multiples et tentatives de meurtre multiples.

## Suites
En décembre 2006, presque six ans après les attentats, la police de Metro Manila[Quoi ?] est mise en alerte de haut niveau pour menaces d'attentats à la bombe et la perspective d'attaques commémoratives pour l'anniversaire des attentats de décembre 2000. L'AFP[Quoi ?] déploie de nombreuses patrouilles anti-attentats et des équipes médicales dans Fort Bonifacio et Luneta. De plus, la PNP's Explosives and Ordnance Division[Quoi ?] et le SWAT[Quoi ?] mettent en place des équipes dans les stations du LRT-1 le long de Taft Avenue, près des sites originels des attentats de 2000.